# Alhassan Yusuf
Alhassan Yusuf Abdullahi (Nigeria, 20 de julio de 2000) es un futbolista nigeriano que juega de centrocampista en el New England Revolution de la Major League Soccer.

## Trayectoria
De 2018 a 2021 jugó en el IFK Göteborg.
El 16 de julio de 2021 el Royal Antwerp F. C. anunció que había llegado a un acuerdo verbal con el IFK Göteborg para su traspaso.

## Selección nacional
Formó parte de la lista definitiva de la selección nacional de Nigeria para la Copa Africana de Naciones 2023. Debutó en la Copa Africana contra Guinea Ecuatorial el 14 de enero de 2024 en un empate a uno. Durante el partido, fue sustituido en el minuto 69 tras sufrir una lesión.

## Estadísticas

### Clubes
Actualizado al último partido disputado el 29 de febrero de 2024.
| Club                             | Div.          | Temporada     | Liga  | Liga  | Liga   | Copas nacionales | Copas nacionales | Copas nacionales | Copas internacionales | Copas internacionales | Copas internacionales | Total | Total | Total  |
| Club                             | Div.          | Temporada     | Part. | Goles | Asist. | Part.            | Goles            | Asist.           | Part.                 | Goles                 | Asist.                | Part. | Goles | Asist. |
| -------------------------------- | ------------- | ------------- | ----- | ----- | ------ | ---------------- | ---------------- | ---------------- | --------------------- | --------------------- | --------------------- | ----- | ----- | ------ |
| IFK Göteborg · Suecia            | 1.ª           | 2018          | 1     | 0     | 0      | 0                | 0                | 0                | —                     | —                     | —                     | 1     | 0     | 0      |
| IFK Göteborg · Suecia            | 1.ª           | 2019          | 26    | 2     | 1      | 1                | 0                | 0                | —                     | —                     | —                     | 27    | 2     | 1      |
| IFK Göteborg · Suecia            | 1.ª           | 2020          | 29    | 0     | 2      | 7                | 0                | 0                | 0                     | 0                     | 0                     | 36    | 0     | 2      |
| IFK Göteborg · Suecia            | 1.ª           | 2021          | 10    | 0     | 1      | 3                | 0                | 0                | 1                     | 0                     | 1                     | 14    | 0     | 2      |
| IFK Göteborg · Suecia            | Total club    | Total club    | 66    | 2     | 4      | 11               | 0                | 0                | 1                     | 0                     | 1                     | 78    | 2     | 5      |
| Royal Antwerp F. C. · Bélgica    | 1.ª           | 2021-22       | 32    | 3     | 1      | 1                | 0                | 0                | 6                     | 0                     | 1                     | 39    | 3     | 2      |
| Royal Antwerp F. C. · Bélgica    | 1.ª           | 2022-23       | 27    | 0     | 1      | 1                | 0                | 0                | 6                     | 0                     | 0                     | 34    | 0     | 1      |
| Royal Antwerp F. C. II · Bélgica | 3.ª           | 2022-23       | 2     | 0     | 0      | 0                | 0                | 0                | 0                     | 0                     | 0                     | 2     | 0     | 0      |
| Royal Antwerp F. C. II · Bélgica | Total club    | Total club    | 2     | 0     | 0      | 0                | 0                | 0                | 0                     | 0                     | 0                     | 2     | 0     | 0      |
| Royal Antwerp F. C. · Bélgica    | 1.ª           | 2023-24       | 17    | 0     | 2      | 4                | 0                | 0                | 7                     | 1                     | 1                     | 28    | 1     | 3      |
| Royal Antwerp F. C. · Bélgica    | Total club    | Total club    | 76    | 3     | 4      | 6                | 0                | 0                | 19                    | 1                     | 2                     | 101   | 4     | 6      |
| Total carrera                    | Total carrera | Total carrera | 144   | 5     | 8      | 17               | 0                | 0                | 20                    | 1                     | 3                     | 181   | 6     | 11     |

## Palmarés

### Títulos nacionales
| Título               | Club                | País    | Año  |
| -------------------- | ------------------- | ------- | ---- |
| Copa de Suecia       | IFK Göteborg        | Suecia  | 2020 |
| Copa de Bélgica      | Royal Antwerp F. C. | Bélgica | 2023 |
| Pro League           | Royal Antwerp F. C. | Bélgica | 2023 |
| Supercopa de Bélgica | Royal Antwerp F. C. | Bélgica | 2023 |